# Nikolai Médtner
Nikolai Médtner   (Moscou, 5 de gener de 1880 - Londres, 13 de novembre de 1951), nom complet amb patronímic Nikolai Kàrlovitx Médtner, rus: Никола́й Ка́рлович Ме́тнер, fou un compositor i pianista rus. Era cosí del també compositor rus Aleksandr Goedicke.

## Biografia
Els avantpassats de Médtner eren d'origen escandinau (pare danès, mare sueca-alemanya), però en el moment del seu naixement la família ja vivia a Rússia des de feia molts anys; en particular, en una línia, el seu besavi i besàvia eren Friedrich Albert (Fiódor Fiódorovitx) Gebhard i la seva dona Maria Hedwig Gebhard, cantants d'òpera que van debutar als escenaris de Moscou i Sant Petersburg en els primers anys del segle xix. Va rebre les seves primeres lliçons de piano a l'edat de sis anys de la seva mare; després va estudiar amb el seu oncle, Fiódor Goedike (pare d'Aleksandr Goedike). El 1892 Médtner va ingressar al Conservatori de Moscou, on va estudiar amb Anatoli Gal·li, Pàvel Pabst, Serguei Tanéiev, Vassili Sapelnikov i Vassili Safónov, i el 1900 es va graduar amb una gran medalla d'or. Médtner va estudiar composició pel seu compte, tot i que en els seus anys d'estudiant va rebre classes de teoria de Nikolai Kaixkin i d'harmonia d'Anton Arenski.
Poc després de graduar-se al conservatori, Médtner va participar en el Concurs de Piano Rubinstein, on va obtenir una menció honorífica d'un jurat influent, però, per consell de Serguei Tanéiev i el seu germà gran Emil, aviat va rebutjar una carrera com a intèrpret i es va dedicar a la composició. A partir de llavors actuà només ocasionalment, i sobretot amb composicions pròpies. La seva carrera compositiva va començar professionalment l'any 1903. Amb la publicació de la seva Primera Sonata per a piano en fa menor, va cridar l'atenció del famós pianista polonès Józef Hofmann i de Serguei Rakhmàninov, (que es va convertir en un dels amics més propers de Médtner en els anys posteriors). Entre els seus alumnes en aquest període hi havia Aleksandr Vassílievitx Aleksàndrov.
El 1904-1905 i el 1907 Médtner va donar concerts a Alemanya, però no va causar gaire impressió als crítics. Al mateix temps, a Rússia (i sobretot a Moscou) va tenir molts admiradors i seguidors. El reconeixement de Médtner com a compositor va arribar el 1909 quan va rebre el premi Glinka per un cicle de cançons amb lletra de Johann Wolfgang Goethe. La primera intèrpret d'algunes de les seves cançons va ser Valentina Dmitrievna Filóssofova,filla del general Dmitri Filóssofov.
Durant els anys previs a la Revolució Russa de 1917, Médtner va viure a casa amb els seus pares. Durant aquest temps, Médtner es va enamorar d'Anna Mikhàilovna Bratenskaia (1877–1965), una respectada violinista i la jove esposa del seu germà gran Emil. Nikolai Médtner i Anna Bratenskaia es van casar el 1918, després que ella s'hagués divorciat d'Emil.

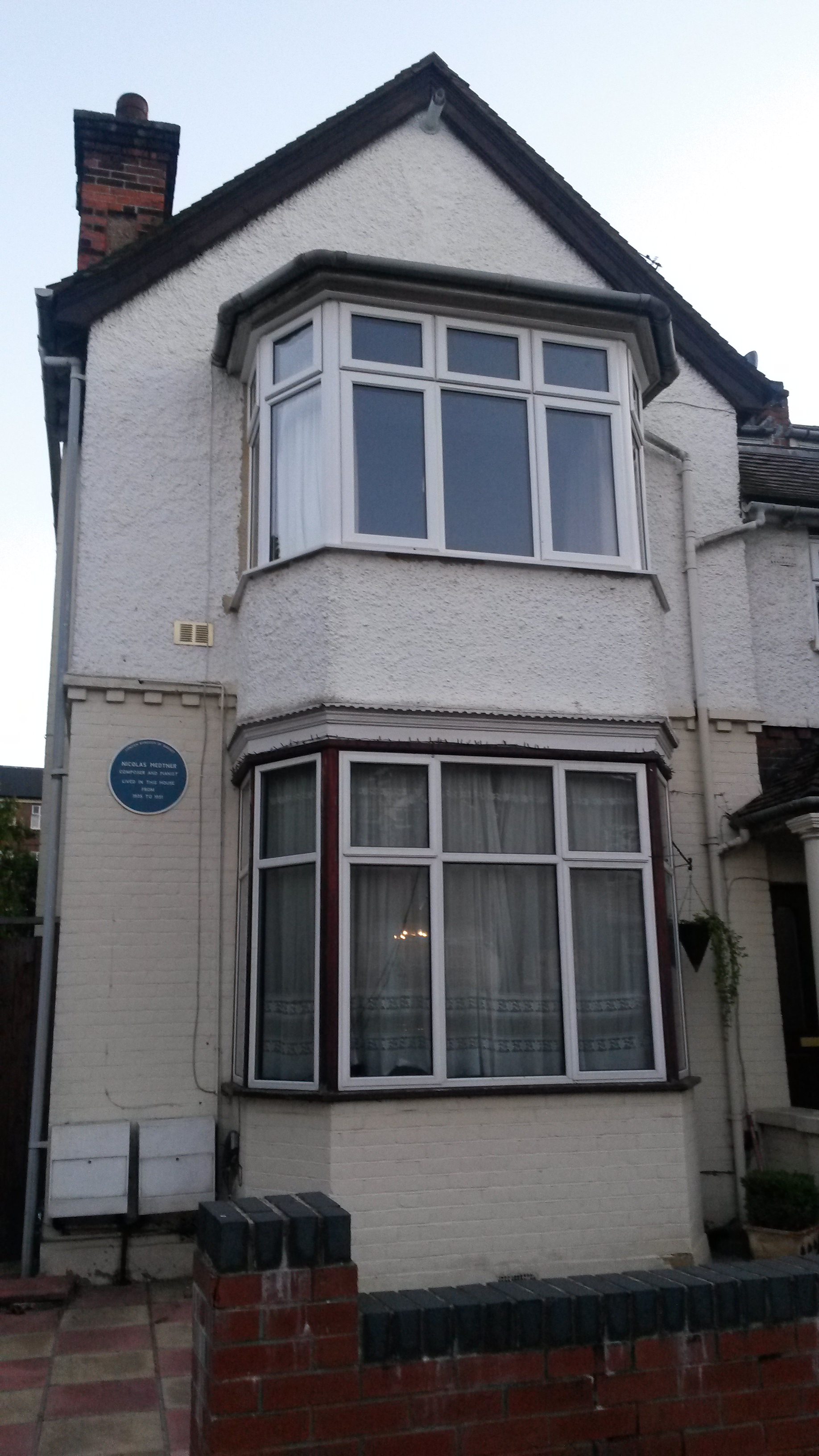
Casa de Médtner a Golders Green, Londres, on va viure entre 1935 i 1951.

El 1921, Médtner va emigrar amb la seva dona a Alemanya, on, però, l'interès per la seva música era insignificant i gairebé no hi havia ofertes de concerts. L'ajuda financera a Médtner va ser proporcionada per Rakhmàninov, que va organitzar la gira de concerts del pianista pels Estats Units el 1924-1925. De tornada a Europa, Médtner s'instal·là a París, però allà, com a Alemanya, les seves composicions no van tenir gaire èxit. El cercle d'amics de Médtner en aquell moment era reduït i estava format principalment per emigrants russos. Entre els pocs músics contemporanis de França que veneraven la seva obra hi havia Marcel Dupré. El 1927, Médtner va donar concerts a la Rússia soviètica i, un any més tard, a la Gran Bretanya, on el compositor va rebre el títol de membre honorari de la Royal Academy of Music i va interpretar amb èxit el seu propi segon concert amb la Royal Philharmonic Society Orchestra. La càlida acollida que se li va donar el va animar a establir-se definitivament a Londres. El 1929-1930, Médtner va fer una nova sèrie de concerts a Amèrica del Nord, però l'agència de concerts que col·laborava amb ell va fer fallida i només amb l'ajuda de Rakhmàninov va aconseguir evitar les dificultats financeres.
En observar el desenvolupament de la seva tècnica de composició contemporània, Médtner, a principis dels anys trenta va decidir expressar la seva pròpia estètica en la impremta, que entre els seus contemporanis es considerava massa conservadora. El seu llibre Musa i moda,publicat a París el 1935, era una declaració del seu credo artístic i la seva reacció a algunes de les tendències de l'època. Creia fermament que hi havia lleis immutables a la música, l'essència de la qual estava en la cançó.
L'octubre de 1935, el compositor i la seva dona finalment es van instal·lar a Londres. L'èxit dels seus concerts, la docència privada i un contracte amb una editorial alemanya li van proporcionar una existència digna fins a l'esclat de la Segona Guerra Mundial, quan els ingressos dels editors alemanys van desaparèixer, i els Médtner es van veure obligats a traslladar-se a Warwickshire, on van ser acollits per la família d'una devota alumna seva, la pianista Edna Iles. El 1942, Médtner va tenir un atac de cor, però ja el febrer de 1944 va poder interpretar el seu nou Tercer Concert per a piano al Royal Albert Hall.
Els últims anys de la vida de Médtner, malgrat la seva malaltia, van ser plens d'esdeveniments. El 1946, el maharajà de Mysore Jayachamarajendra Wadiyarva destinar una suma per a la creació de la Medtner Society, que va permetre al pianista fer enregistraments de gairebé totes les seves obres principals durant els anys següents. Aquests enregistraments formen part del fons daurat de la cultura musical mundial i donen una representació visual de l'habilitat del músic.
N. K. Médtner va morir el 13 de novembre de 1951, a la seva casa de Golders Green, Londres, i va ser enterrat al mateix Londres, al cementiri de Hendon, al costat del seu germà Emil.
El 1959-1963 es van publicar a Moscou, en dotze volums, les obres recopilades del compositor.
El 2006, el pianista Borís Berezovski va organitzar el Festival Internacional Nikolai Médtner ("Festival Médtner"). El 2006 i el 2007, el festival es va celebrar a diverses ciutats russes alhora: Iekaterinburg, Vladímir i Moscou. El 2016, la pianista Anastassia Mazànkina va fundar el Concurs Internacional en memòria de Nikolai Médtner a Sant Petersburg.

## Obres

### Obres orquestrals
- - Concert per a piano núm. 1 en do menor, op. 33 (1914–18)
  - Concert per a piano núm. 2 en do menor, op. 50 (1926/27)
  - Concert per a piano núm. 3 en mi menor op. 60 Ballade (1941–43)

### Música de cambra
- - Cançons de tres nits per a violí i piano op.16 (1907–08)
  - Sonata núm. 1 per a violí en si menor, op. 21 (1909/10)
  - Sonata núm. 2 per a violí en sol major, op. 44 (1923–26)
  - Cançons i danses per a violí i piano op.43 (1925–26)
  - Sonata per a violí núm. 3 en mi menor op. 57 Sonata epica (1935–38)
  - Quintet per a piano en do major (1904–08, 1944–48)

### Música vocal
- - Sonata-Vocalise en do major op. 41/1 (1922)
  - Suite Vocalise en fa menor op. 41/2 (1927)
  - Més de 100 cançons basades en poemes de Goethe, Heine, Nietzsche, Eichendorff, Puixkin, Tiúttxev i Fet

### Sonates per a piano
- - Sonata en fa menor op 5 (1902/03)
  - Sonata Triade op 11: núm. 1 en la bemoll major (1904–06)
  - Sonata Triade op. 11: núm. 2 en re menor Elegia (1904-06)
  - Sonata Triade op. 11: núm. 3 en do major (1904–07)
  - Sonata en sol menor, op. 22 (1909–10)
  - Sonata en do menor op.25/1 Sonata de conte de fades (1911)
  - Sonata en mi menor op. 25/2 Vent nocturn (1910–12)
  - Sonata en fa sostingut major op. 27 Ballade (1912–14)
  - Sonata en la menor op 30 (1914)
  - Sonata en la menor op 38/1 Sonata reminiscenza (1918–20)
  - Sonata en do menor op. 39/5 Sonata tragica (1918–20)
  - Sonata en si bemoll menor op 53/1 Sonata romantica (1929–30)
  - Sonata en fa menor op 53/2 Sonate orageuse (1929–31)
  - Sonata en sol major op. 56 Idylle (1935-37)

### Altres obres per a piano
- - Nombrosos cicles de contes de fades
  - 8 imatges d'humor op. 1 (1901)
  - 4 contes op. 17 (1908/09)
  - 4 fragments lírics op. 23 (1910/11)
  - Improvisació núm. 2 en fa sostingut menor, Op. 47 (1925–26)
  - Diverses peces individuals